# Quattro pezzi sacri
I Quattro pezzi sacri sono quattro composizioni per coro di Giuseppe Verdi pubblicate assieme nel 1898. Benché composti separatamente e pur presentando organici differenti, sono spesso eseguiti come un ciclo di composizioni.

## Struttura
I pezzi che compongono la raccolta sono:
- Ave Maria, per coro a cappella, in latino, composta nel 1889 e riveduta nel decennio successivo (8 battute furono pubblicate nel 1895 sulla «Gazzetta musicale di Milano»).
- Stabat Mater, per coro e orchestra, in latino, su versi di Jacopone da Todi, composto tra il 1896 e il 1897.
- Laudi alla Vergine Maria, per coro di soprani e contralti a cappella, in italiano, su versi tratti dal Canto XXXIII del Paradiso di Dante, composte intorno al 1890.
- Te Deum, per doppio coro e orchestra, in latino, composto tra il 1895 e il 1896.

## Genesi
I brani furono concepiti e composti da Verdi ciascuno in modo autonomo rispetto agli altri nell'arco di dieci anni. I Quattro Pezzi Sacri vennero poi pubblicati da Ricordi nel 1898, pochi anni prima della morte del compositore, avvenuta nel 1901.

Scala enigmatica di do

L'Ave Maria si discosta dagli altri pezzi; la composizione di questa venne prodotta da Verdi come puro esercizio di contrappunto basato su una scala enigmatica suggeritagli da Arrigo Boito
In un primo momento i quattro brani non vennero destinati alla diffusione, ma per volere dello stesso Verdi, gli ultimi tre, vale a dire le Laudi alla Vergine Maria, il Te Deum e lo Stabat Mater videro una prima esecuzione pubblica a Parigi.
L'ubicazione dell'autografo dei Quattro Pezzi Sacri è ancora sconosciuta.

## Prima
La prima esecuzione ebbe luogo prima della pubblicazione, il 7 aprile 1898 all'Opéra di Parigi, con il titolo di Tre pezzi sacri, in quanto l'Ave Maria fu aggiunta successivamente.
Verdi non presenziò alla prima esecuzione: cinque mesi prima era infatti morta la moglie Giuseppina Strepponi e l'ormai vecchio Maestro di Busseto non si sentiva più in grado di affrontare il viaggio e la fatica della direzione. Arrigo Boito si occupò infatti della preparazione del concerto a Parigi.